# Katarzyna Bagrowska
Katarzyna Bagrowska (ur. 5 września 2000 w Poznaniu) – polska siatkarka, grająca na pozycji przyjmującej. 
Jej kuzyni Wassim Ben Tara, Skander Ben Tara i Sami Ben Tara są tunezyjskimi siatkarzami polskiego pochodzenia.

## Sukcesy klubowe
Superpuchar Polski:
- 2021, 2022[8]

Puchar Polski:
- 2022

Liga polska:
- 2022[9], 2023[10]